# Radgoszcz (jezioro)
Radgoszcz – jezioro w woj. wielkopolskim, w powiecie międzychodzkim, w gminie Międzychód, leżące na terenie Kotliny Gorzowskiej.

## Charakterystyka
Jezioro leży na południowym skraju Puszczy Noteckiej, w zlewni rzeki Warty. Jest to jezioro morenowe, odpływowe położone we wsi Radgoszcz, przy drodze wojewódzkiej nr 160.

## Dane morfometryczne
Powierzchnia zwierciadła wody według różnych źródeł wynosi od 43,5 ha przez 46,1 ha lub 48,12 ha do 48,48 ha.
Zwierciadło wody położone jest na wysokości 31,6 m n.p.m. lub 32,6 m n.p.m. Średnia głębokość jeziora wynosi 2,5 m, natomiast głębokość maksymalna 4,2 m.

## Hydronimia
Według urzędowego spisu opracowanego przez Komisję Nazw Miejscowości i Obiektów Fizjograficznych (KNMiOF) nazwa tego jeziora to Radgoszcz. W różnych publikacjach i na mapach topograficznych jezioro to występuje pod nazwą Jezioro Radgoskie lub Jezioro Radgowskie.

## Turystyka
Na południowo-wschodnim brzegu zlokalizowano piaszczystą plażę z płyciznami.